# C10H5ClN2
化学式C10H5ClN2的化合物（摩尔质量：188.61 g/mol）可以指：
- CS催淚性毒氣（2-氯亚苄基丙二腈），CAS号：2698-41-1
- 3-氯亚苄基丙二腈，CAS号：2972-73-8
- 4-氯亚苄基丙二腈，CAS号：1867-38-5
- α-氯亚苄基丙二腈，CAS号：18270-61-6
- 2-氯喹啉-3-甲腈，CAS号：95104-21-5

|  | 这个同类索引页列出了具有相同分子式的化学物（即同分異構體）条目。 除非您是有意链接至本页，否则应将相应条目的内部链接指向正确的条目。 |